# Congaree River Blue Trail
Le Congaree River Blue Trail est un sentier aquatique en Caroline du Sud, aux États-Unis. Long de 50 milles, ce National Recreation Trail suit le cours de la Congaree en bordant le parc national de Congaree.